# Ligueil
Ligueil ist eine französische Gemeinde mit 2113 Einwohnern (Stand: 1. Januar 2022) im Département Indre-et-Loire in der Region Centre-Val de Loire; sie gehört zum Arrondissement Loches und zum Kanton Descartes. Die Einwohner werden Ligoliens genannt.

## Geographie
Die Gemeinde Ligueil liegt etwa 40 Kilometer südsüdöstlich von Tours am Fluss Esves und dessen Nebenfluss Ligoire. Umgeben wird Ligueil von den Nachbargemeinden La Chapelle-Blanche-Saint-Martin im Norden, Vou im Nordosten, Ciran im Osten, Ferrière-Larçon im Südosten, Paulmy im Süden, Cussay im Südwesten, Civray-sur-Esves im Westen sowie Bournan im Nordwesten.

## Bevölkerungsentwicklung
| Jahr                       | 1962 | 1968 | 1975 | 1982 | 1990 | 1999 | 2006 | 2012 | 2021 |
| Einwohner                  | 2110 | 2245 | 2379 | 2413 | 2201 | 2166 | 2155 | 2246 | 2103 |
| Quellen: Cassini und INSEE |      |      |      |      |      |      |      |      |      |

## Sehenswürdigkeiten
- Kirche Saint-Martin aus dem 12. Jahrhundert, Monument historique
- Kapelle Notre-Dame-de-Anges
- Schloss La Tourmelière aus dem 17. Jahrhundert
- Schloss Epigny aus dem 18. Jahrhundert
- Rathaus mit Kanzlei
- Hospiz
- Mühle von Edmaine aus dem 19. Jahrhundert
- Alte Molkerei
- Lavoir (ehemaliges öffentliches Waschhaus)
- Wasserturm

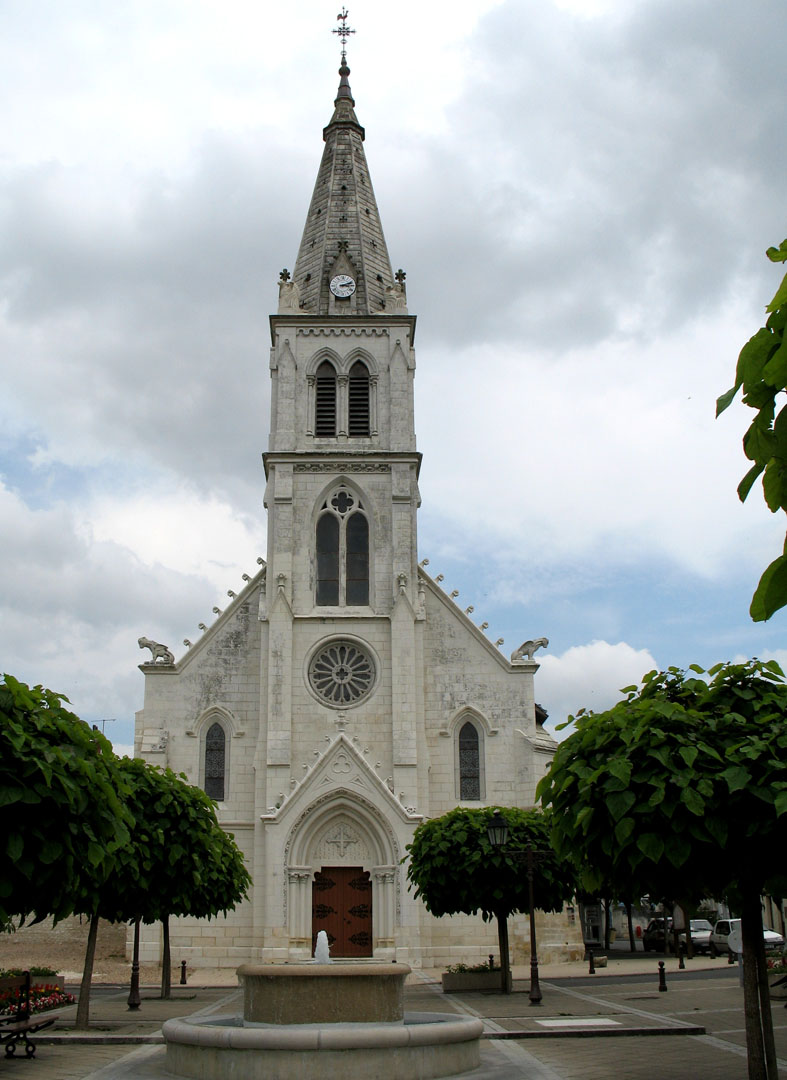
Kirche Saint-Martin
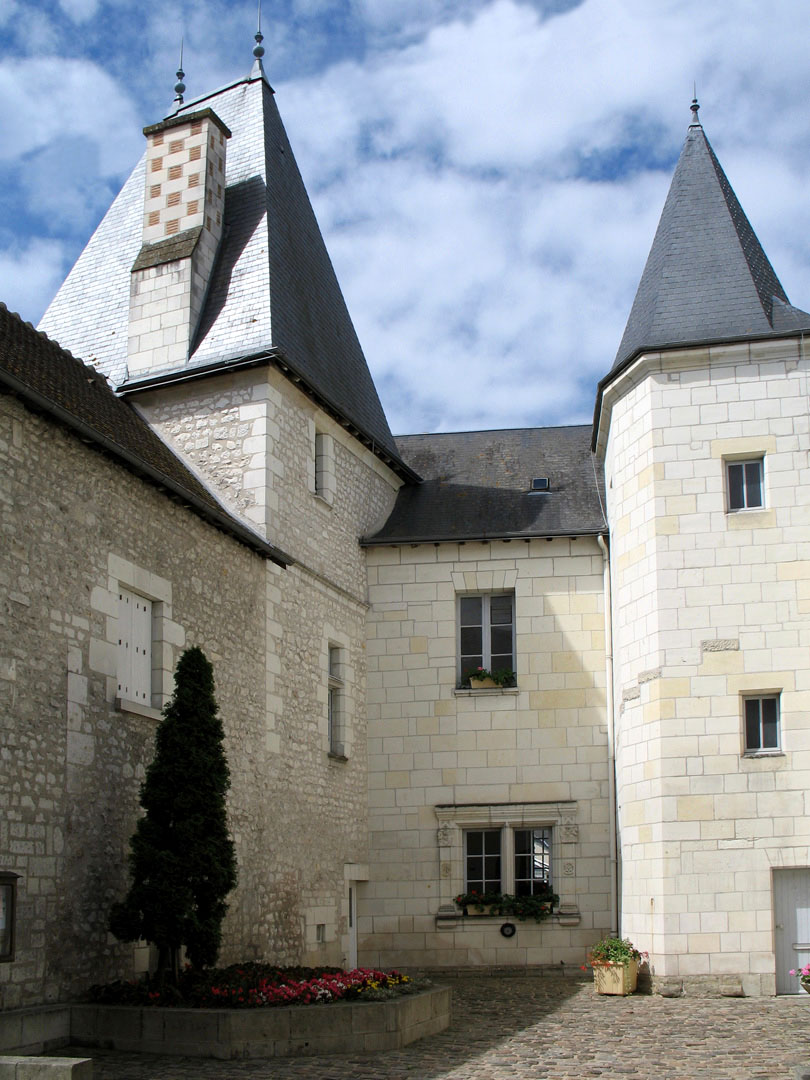
Kanzlei
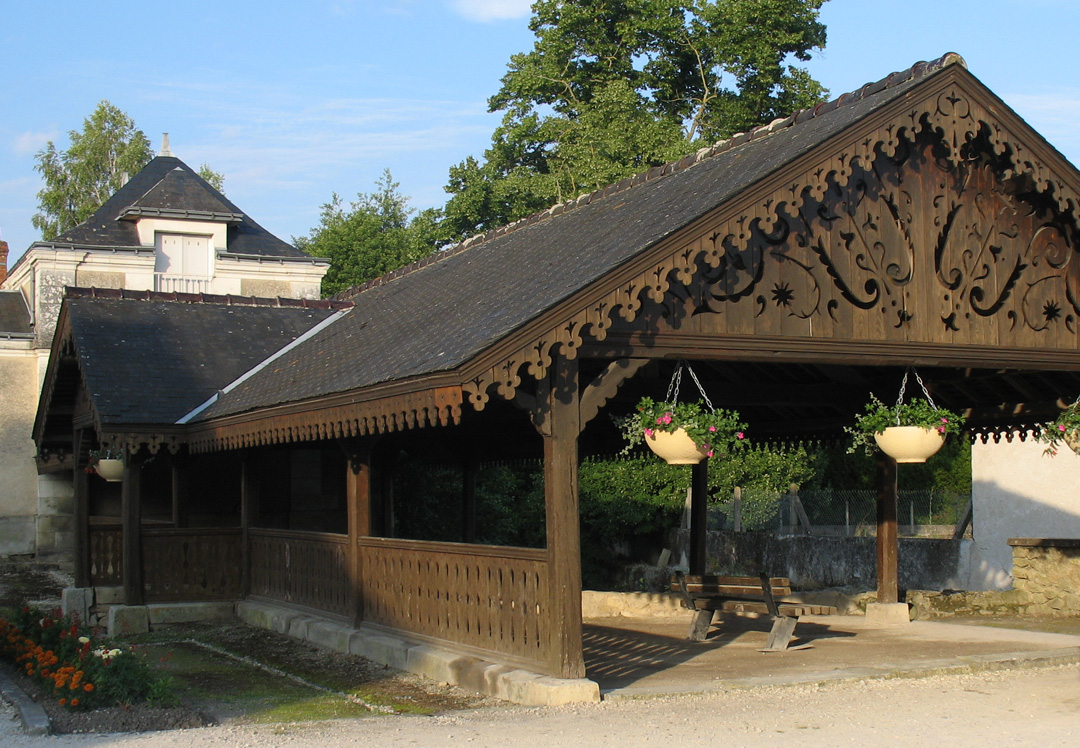
Lavoir

## Gemeindepartnerschaften
Mit der britischen Gemeinde Hungerford in Berkshire (England) und der spanischen Gemeinde Cantalejo in der Provinz Segovia (Kastilien-León) bestehen Partnerschaften. 1990 kam Nentershausen im hessischen Kreis Hersfeld-Rotenburg hinzu.